# ساي مور
ساي مور (بالإنجليزية: Cy Moore)‏ هو لاعب كرة قاعدة أمريكي، ولد في 7 فبراير 1905 في إلبيرتون في الولايات المتحدة، وتوفي في 28 مارس 1972 في أوغستا في الولايات المتحدة.

## وصلات خارجية
- ساي مور على موقعبيزبول رفرنس.كوم (الدوري الرئيسي) (الإنجليزية)
- ساي مور على موقعبيزبول رفرنس.كوم (الدوري الثانوي) (الإنجليزية)